# چغک‌چینی گونه‌قهوه‌ای
چغک‌چینی گونه‌قهوه‌ای (نام علمی: Alcippe poioicephala) نام یک گونه از سرده چغک‌چینی است.